# シャルカン
シャルカン（ロシア語: Шарукан、生没年不明）は、11世紀後半から12世紀初頭にかけてポロヴェツ族を率いたハン（汗）である。キエフ大公などルーシの諸公と争った。
1068年、アリタ川の戦いにおいて、イジャスラフ1世を長とするルーシ諸公の連合軍を破った。ポロヴェツ軍はその後のスノフ川の戦いでルーシ諸公軍に敗れるが、『ノヴゴロド第一年代記』ではシャルカンがスヴャトスラフ2世によって捕虜になったと言及しているのに対し、『原初年代記』（ラヴレンチー写本所収分）では具体的なハンの名は記述されていない。
1107年の秋、ポロヴェツ族のハン・ボニャークと共にペレヤスラヴリ公国の都市を襲撃した。同年、スヴャトスラフ2世は諸公を集め、ポロヴェツ族に対し報復の遠征を行った。宿営地を奇襲されたポロヴェツ軍は敗れ、シャルカンはかろうじて脱出した。年代記はこれを「大いなる勝利」と記している。
シャルカンにはスィルチャンとオトロク（アトラクとも）という2人の息子がいたが、彼らの領土は1111年（サリニツァ川の戦い）、1116年に、ルーシ諸公の遠征を受けて破壊された。なお、11-13世紀において、ポロヴェツの領地はシャルカンの名を取ってシャルカニとも呼ばれていた。